# Spinoso

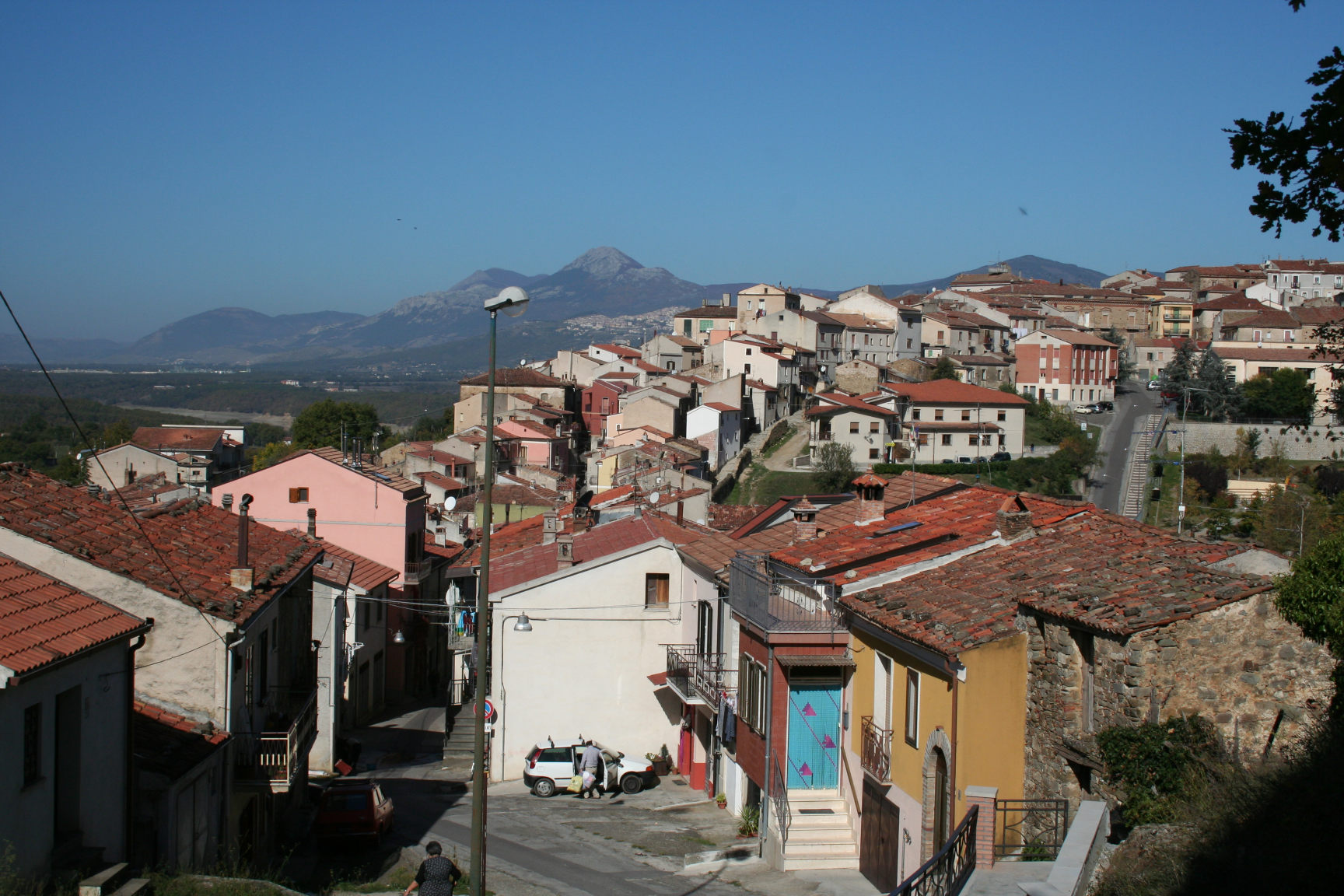
Spinoso visto da "La croc", il calvario lungo la strada che sale su Monte Raparo

Spinoso è un comune italiano di 1 294 abitanti della provincia di Potenza in Basilicata.

## Geografia fisica
Il paese è situato in posizione collinare ai piedi del monte Raparo, sulla sponda sud del lago di Pietra del Pertusillo.

## Origini del nome
Il nome "Spinoso" deriva dal latino Spina, "aculeo" e dal suffisso -osus, utilizzato per indicare abbondanza. Quindi, etimologicamente, il nome indica un luogo pieno di spine, in abbondanza. Inoltre, nel catalogo dei baroni, il comune è indicato come Spinosa, col significato di Terra piena di spine.

## Storia
Si suppone che il paese, anticamente, fosse chiamato Carro Nuovo ed era situato nell'attuale Tempagnata. Una leggenda narra che Carro Nuovo fu edificato da Francois Troiano, compagno di Enea.
Un'altra leggenda fa riferimento a questo paesino come tanto ospitale, per l'aria fresca, ma anche molto pericoloso per la presenza di molti serpenti, i quali, si dice, divorassero addirittura i bambini. E tale fu il motivo per il quale gli abitanti lasciarono Carro Nuovo, migrando verso Alifi.
Successivamente la diaspora ebraica portò dei nuovi coloni in questo paesino. Gli ebrei insediati nell'abbandonato Carro Nuovo, ben presto capirono il motivo dell'abbandono. Non molto lontano da Carro Nuovo, vi era una monticello, chiamato Lo Spenuso, oggi chiamato San Laverio, molto più agevole e con scarsa presenza di serpenti ma soprattutto vicino alle proprietà in Tempagnata; e fu qui, che si trasferirono i neo abitanti, dando vita a Spinoso.
Il periodo d'oro spinosese sono gli anni della costruzione della diga del Pertusillo, portando nuovi abitanti e tanto lavoro nel piccolo borgo lucano.

### Simboli
Lo stemma e il gonfalone sono stati concessi con decreto del presidente della Repubblica dell'8 settembre 1983.
Lo stemma si può blasonare:
Il gonfalone è un drappo partito di bianco e di verde.

## Monumenti e luoghi d'interesse

### Architetture religiose

#### Chiese
- Chiesa madre "Santa Maria Assunta", in Piazza Roma
- Chiesa di San Rocco del Popolo, in via San Rocco
- Chiesa di San Rocco dei Nobili, in via Cavour

#### Cappelle
- Cappella della Maria SS. di Novi Velia, in piazza San Lorenzo
- Cappella di San Michele, in via Garibaldi
- Cappella di Santa Maria Maddalena, situata presso il cimitero di Spinoso
- Cappella di Maria SS. dei Termini, situata ai confini col territorio sarconese.

### Architetture civili

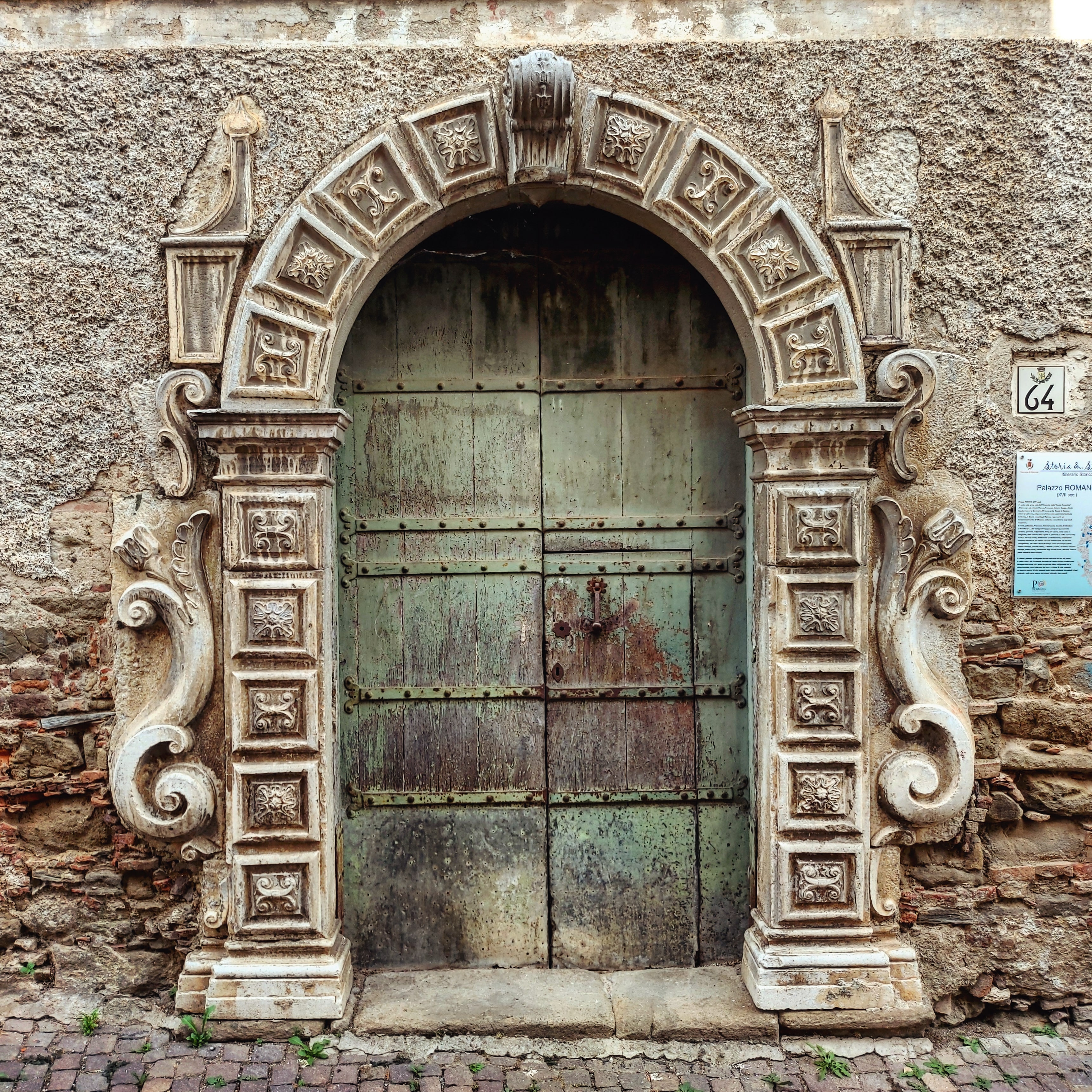
Spinoso, palazzo Romano

- Palazzo delle Colonne, piazza Plebiscito
- Palazzo Ducatelli, via Garibaldi
- Palazzo Falotico, via Garibaldi
- Palazzo Caputo, via Garibaldi
- Palazzo Romano, via G. B. Romano
- Palazzo Baronile-Minutolo, via Marconi
- Palazzo Ranone, via Vittorio Emanuele
- Palazzo Franco, via G.B. Romano
- Palazzo Delfino, via Marconi
- Palazzo Pesce, via G. B. Romano
- Palazzo Magliocchini, via E. Pimentel

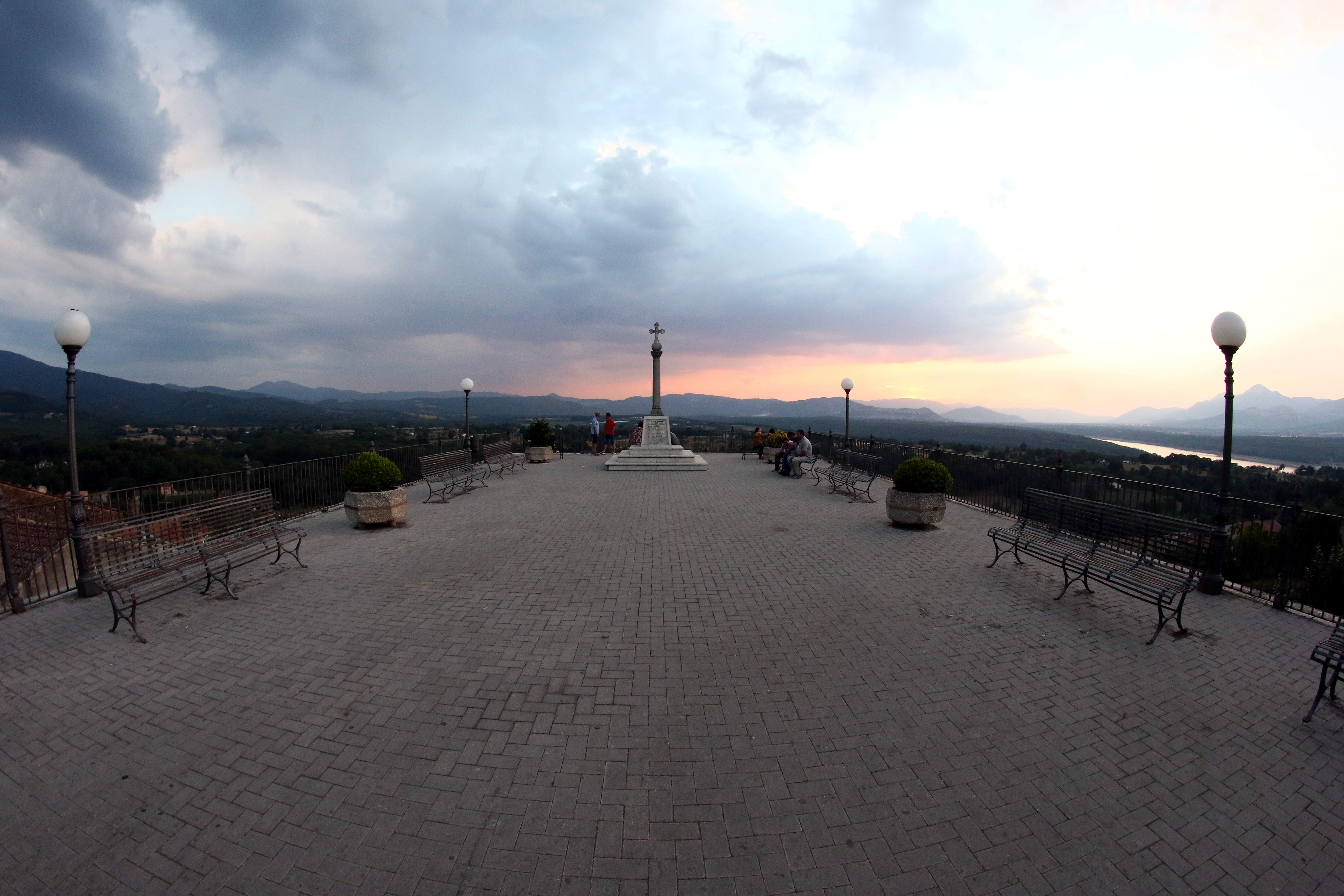
Terrazza panoramica in Piazza Plebiscito, Spinoso

- Palazzuolo Romano, Via Garibaldi.

## Società

### Evoluzione demografica
Abitanti censiti

### Tradizioni e folclore

#### Festa in onore di Santa Maria dei Termini
Ogni terza domenica di maggio, la statua della Vergine viene portata nella sua cappella in campagna, posta ai confini tra il territorio di Spinoso e quello di Sarconi. La statua vi resterà fino alla terza domenica di settembre, quando verrà riportata nella chiesa madre.

## Cultura

### Cinema
A Spinoso sono state girate alcune scene del film Basilicata coast to coast.

## Economia

### Artigianato
Tra le attività più tradizionali e rinomate vi sono quelle artigianali, legate alla cultura contadina e pastorale. Queste attività, ben lungi dallo scomparire stanno invece rifiorendo, e si distinguono per la produzione di sedie impagliate.

## Amministrazione
L'amministrazione comunale è guidata da Pasquale De Luise, che ricopre la carica di sindaco. 

## Sport
La squadra di calcio locale, l'ASD Pro Loco Spinoso, fondata nel 1979 che milita nel girone C di seconda categoria. Il periodo di maggior splendore della squadra biancoverde è stato agli inizi degli anni '90, quando ha disputato due stagioni nel massimo campionato regionale (Eccellenza), sfiorando i playoff per la promozione nel campionato interregionale. L'ultima storica vittoria del campionato, del sodalizio biancoverde, si registra nell'annata 2009-2010 con il primo posto nel campionato di seconda categoria e l'approdo in prima dopo circa trent'anni di assenza.